# Cesur

Ett exempel på en cesur i modern västerländsk musiknotation.

Cesur, tidigare även cæsur eller cäsur, (latin: 'avskärning', 'avhuggning') är en paus eller taktvila i en vers, mellan slutet på en fras och början på en annan, i synnerhet inuti en versfot och vanligen på bestämda ställen i versraden. Längre versmått, såsom hexameter, har en cesur per vers. Orsaken är vanligen att föra in naturlig kadens i en styrd metrik.
Ordet finns även inom musiken, i betydelsen en kort paus mellan två fraser. Längden på en cesur kan skilja mellan en mycket kort tystnad till en längre paus, något som bestäms av den eller dem som framför musikstycket eller dikten. I körverk kan en kort cesur ange de tillfällen då sångarna kan hämta andan.
I överförd betydelse kan cesur betyda en paus, ett avslut eller avbrott.

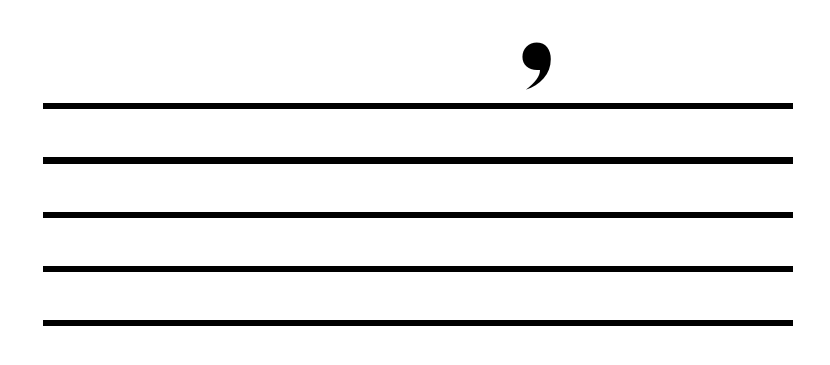
Kort cesur, som används i körverk.

## Typer av cesurer
I modern europeisk poesi delas cesurer vanligen in i manliga cesurer, som följer en betonad stavelse eller taktdel, och kvinnliga cesurer, som följer en obetonad stavelse eller taktdel.
Cesurer beskrivs också efter var de befinner sig i en versrad: en cesur nära inledningen kallas en initialcesur, en nära mitten medialcesur och en i slutet en terminalcesur. Initial- and terminalcesurer är sällsynta i formella, romantisk och neoklassisk poesi, som alla föredrar medialcesurer.
Inom musik avser cesur en kort tystnad, under vilken man inte räknar takten. På samma sätt som de tysta fermaterna, placeras cesurer mellan noter eller takter (före eller över taktlinjer), snarare än på noter eller paustecken (såsom sker med fermater). En fermat kan placeras över en cesur för att ange en längre paus.